# Fireboat No. 1
Le Fireboat No. 1 est un bateau-pompe qui a été construit par la Cosatine Shipbuilding Company de Tacoma pour le port de Tacoma dans l'État de Washington.

Il possédait sept canons à eau pouvant déverser 0.83 m³ d'eau à la seconde.
Après 54 ans de service de sécurité dans le port, de sauvetage et de recherche, de lutte contre la pollution de l'eau il a été désigné comme monument historique en 1983. Il est toujours visible dans le port mais son intérieur est interdit au public.